# Gongkwon yusul
Gongkwon yusul é uma arte marcial coreana. Foi criada em 1996 pelo Grande Mestre Kang Jun. Esta arte marcial tem grande influência de otros estilos, como jiu-jitsu, hakkō-ryū, hapkido,  judo e kun gek do (uma espécie de muay thai coreano).